# 가운

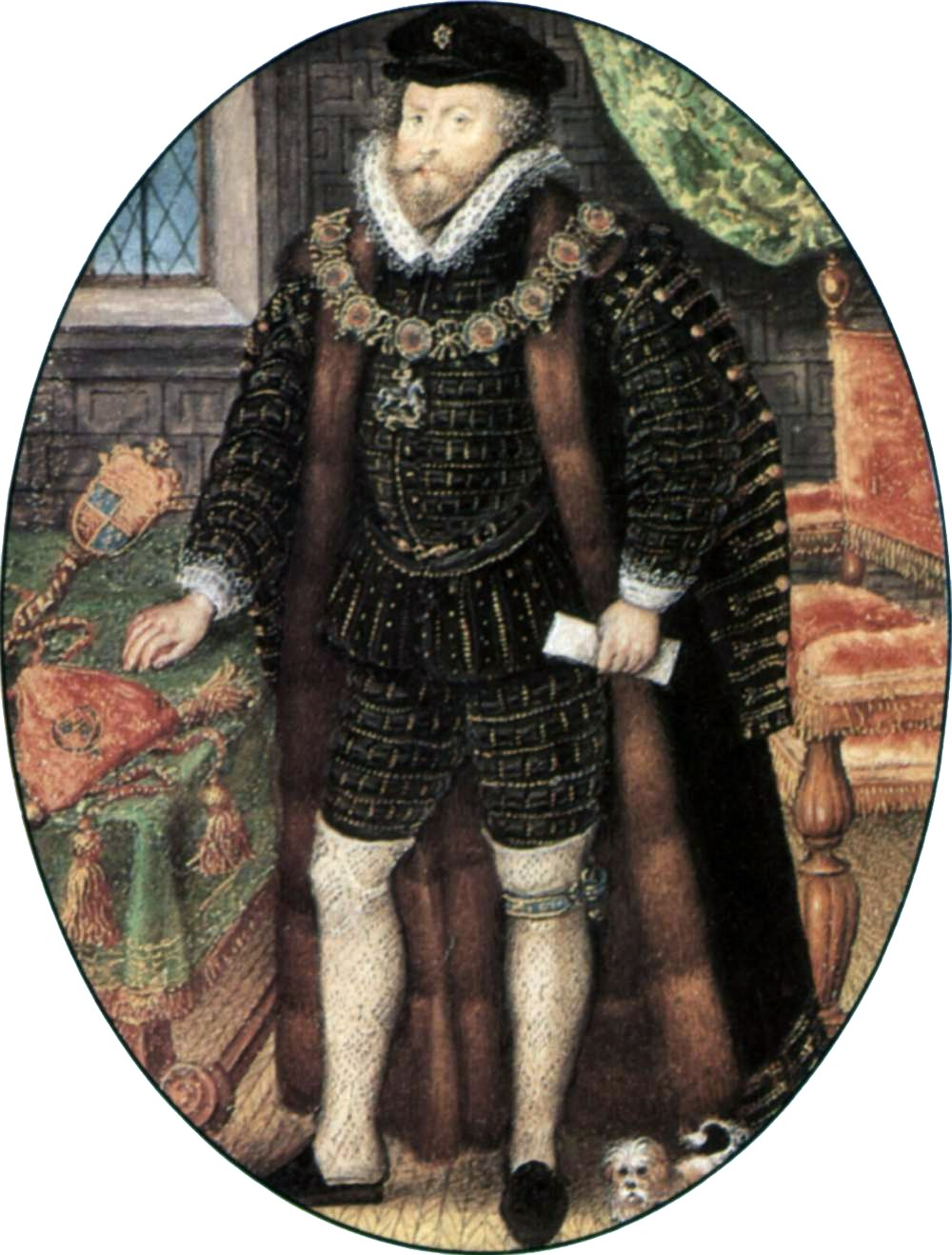
소매가 달린 긴 가운을 입고 있는 크리스토퍼 해턴의 그림. 1591년 작품

가운(중세 라틴어: gunna)은 일반적으로 헐렁하면서 긴(짧은 것은 무릎까지, 긴 것은 발까지임) 옷으로 남녀 공히 입는 겉옷이다. 가운은 유럽에서 중세 시대부터 17세기까지 널리 입던 옷이었으며, 이후 여성이 보디스와 스커트를 함께 입는 것을 통틀어 부르는 용어가 되었다. 아직도 특수한 직무에 있는 사람들은 가운을 입는다. 또한 품이 넉넉하고 편해서 실내복으로도 많이 이용된다. 실내복으로 입는 것으로는 잠옷 위에 덧입는 나이트가운, 무릎 아래까지 오는 드레싱가운, 목욕 후 입는 목욕가운이 있다.
길고 헐렁한 반얀은 18세기 비공식적인 자리에서 남자들이 입는 외투였다.
오늘날 일부 대학 교수, 법관, 성직자들은 가운을 입고 다니며, 이는 중세시대부터 이어져 내려온 것으로 16세기에서 17세기 사이에 해당 직종의 제복이 되었다.

## 여성의 복장
영어권에서 여성들이 입는 가운은 원피스 복장을 일컫기도 했지만 보편적으로는 18세기 페티코트와 함께 입는 겉옷(프랑스에서는 로브로 불렀다)을 부르는 말이었다. 이후 18세기 후반 가운은 베드가운을 일컫는 용어가 되었다.
빅토리아 시대 이전 '의복(드레스)'은 특정 의복보다는 남녀 복장을 뭉뚱그려 부르는 말(예: 이브닝 드레스, 모닝 드레스, 여행 드레스 등)이었다. 이때 여성의 스커트 입은 복장을 부르는 말로 가장 많이 사용된 용어가 가운이었다(이는 제인 오스틴의 소설에 나온다).
20세기 초까지만 해도 가운과 프록은 '의복'과 본질적으로 같은 뜻이었지만, 가운은 좀 더 격식 있고 공식적인 모임에 입고 나가는 옷이었던 반면 프록은 상대적으로 가볍고 비공식적인 자리에서 입는 옷이었다.
불과 지난 수십 년 만에 가운은 미국에서 여성복의 의미를 잃었고 '드레스'가 여성복을 가리키는 말이 되었다.

## 같이 보기
- 서아프리카의 부부 가운
- 스커트
- 드레스
- 로브

### 가운의 종류
- 아카데믹가운
- 볼가운
- 베드가운
- 대관식 가운
- 이브닝가운(부인용 정장)
- 병원 가운
- 나이트가운
- 외과의 가운
- 티가운
- 웨딩드레스

## 참고 문헌
- 자넷 아놀드: Patterns of Fashion 2: Englishwomen's Dresses and Their Construction C.1860-1940, Wace 1966, Macmillan 1972. Revised metric edition, Drama Books 1977. ISBN 0-89676-027-8
- 제인 아셀포드: The Art of Dress: Clothing and Society 1500-1914, Abrams, 1996. ISBN 0-8109-6317-5
- 블랙 J. 앤더슨, 맷지 갈랜드: A History of Fashion, Morrow, 1975. ISBN 0-688-02893-4